# Gekiga

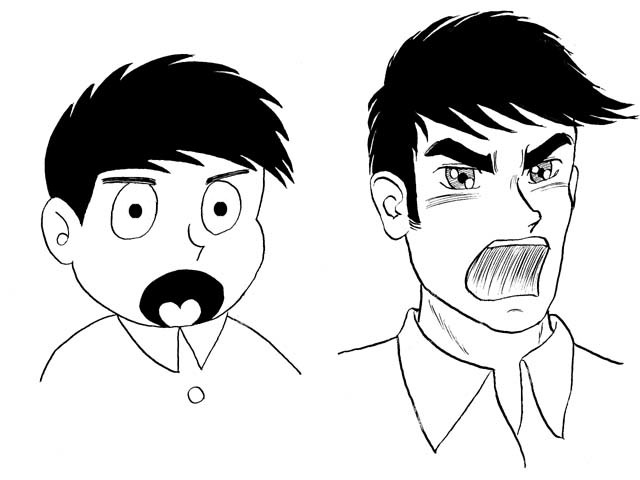
Esempio di una figura in stile tradizionale (a sinistra) e una figura in stile gekiga (a destra)

Gekiga (劇画?, gekiga, letteralmente “immagini drammatiche”) è un termine giapponese che definisce un genere di fumetti indirizzato ad un pubblico adulto che nasce e si sviluppa negli anni sessanta in Giappone.

## Storia
La tendenza ad un approccio progressista ai fumetti destinati ad adolescenti e giovani adulti nasce ad Osaka nel 1956 ad opera di autori che rifornivano il mercato delle Kashi-hon-ya (貸本屋? lett. libreria a noleggio), in particolare Masahiko Matsumoto e Yoshihiro Tatsumi.
Il termine viene coniato per la prima volta nel 1957, nelle pagine dell’antologia Machi (街? lett. Città), da Yoshihiro Tatsumi (辰巳 ヨシヒロ?), con l'intenzione di distinguere opere rivolte ad un pubblico maturo dal manga tradizionale del dopoguerra rivolto a un pubblico molto giovane. Nel 1959, trasferitosi a Tokyo, con altri autori a lui affini, Tatsumi fonda il gruppo chiamato Studio Gekiga (劇画工房?, gekiga kōbō) assieme a Shōichi Sakurai (桜井 昌一?), Fumiyasu Ishikawa (石川 フミヤス?),Masahiko Matsumoto (松本 正彦?), Kei Motomitsu (K・元美津?), Susumu Yamamori (山森 ススム?), Masaaki Satō (佐藤 まさあき?), Takao Saitō (斎藤 隆夫?) . Il gruppo pubblica un manifesto che proclama fieramente “Un vento di novità soffia sul mondo del manga e nuovi alberi fioriscono: è il gekiga". Il manifesto definiva il pubblico di riferimento , in contrapposizione a quello delle riviste , come " il periodo transitorio fra infanzia ed età adulta ".
Questa categoria di lettore finora trascurata è il segmento a cui vuole rivolgersi il gekiga. Alla fine degli anni cinquanta, regolarmente i clienti nelle librerie a noleggio non erano solo ragazzi in età scolare ma anche giovani adolescenti lavoratori. A metà degli anni ’50, infatti, circa il 50% degli studenti iniziano a lavorare già dopo il nono anno di scuola dell'obbligo, all’età di 14 anni. Dalle zone rurali vengono occupati, nel Giappone in espansione economica, in fabbriche e aziende delle principali città. Questi lavoratori adolescenti, spesso sfruttati, occupavano un importante segmento di lettori. I creatori di gekiga si sono rivolti anche alle aspettative di lettura di questi giovani lavoratori. Questa relazione dialogica tra creatori e lettori è uno dei fondamenti del gekiga.
Capigruppo del collettivo sono lo stesso Tatsumi e Takao Saitō, il futuro creatore di Golgo 13. La volontà di Tatsumi di creare qualcosa di diverso dal manga convenzionale ispirerà con forza altri artisti e, negli anni sessanta, il gekiga diviene un mezzo attraverso cui Tatsumi e altri artisti esplorano il potenziale del fumetto come espressione artistica e di critica sociale e politica.
È importante ricordare il contesto in cui nasce il gekiga. La città di Osaka, dove nasce e si forma Tatsumi, possedeva una cultura editoriale contraddistinta da un dinamismo disinibito che permetteva di creare qualcosa di diverso. Anche prima della modernizzazione industriale del Giappone durante il periodo Meji (1868-1912), Osaka, relativamente libera dai costumi feudali di Edo (ora Tokyo), era già famosa per la sua cultura popolare ricca e vibrante. Gli editori di Osaka pubblicavano spesso per le biblioteche a prestito, le Kashihonya (貸本屋?, kashihon'ya), che fornivano un servizio di scambio e prestito, sistema che fece da "matrice e incubatrice" per la nascita e la crescita del gekiga. Tatsumi stesso contrappone gli editori di Tokyo e Osaka dell’epoca: rispetto alle case editrici di Tokyo che producevano fumetti sofisticati e ben confezionati, gli editori di Osaka producevano fumetti di qualità eterogenea che tuttavia mostravano maggiore inventiva e innovazione.
A Tokyo, a metà degli anni sessanta, attraverso la rivista Garo con Sanpei Shirato, autore di storie di lotta di classe mascherate da drammi storici ambientati nel Giappone premoderno, reclutando nuovi fumettisti determinati a scuotere i codici in vigore nel manga mainstream, il gekiga subisce una nuova spinta e consacrazione racchiudendo in sé lavori di generi e stili molto diversi tra loro: dai drammi storici di samurai e ninja,  opere di stampo noir e hard-boiled, a racconti di tipo neo-realista e autobiografici.

## Principali autorigekiga
- Yoshihiro Tatsumi
- Sanpei Shirato
- Seiichi Hayashi[5]
- Ryōichi Ikegami[6]
- Kazuo Koike[7]
- Gōseki Kojima[7]
- Yoshiharu Tsuge
- Osamu Tezuka (in parte)[8][9]
- Yukinobu Hoshino
- Kazuo Umezu
- Takao Saitō (Golgo 13)
- Tadao Tsuge
- Imiri Sakabashira
- Shin'ichi Abe
- Noboru Kawasaki[10]